# Джон Конрой
Сер Джон По́нсонбі Ко́нрой (англ. John Ponsonby Conroy, 21 жовтня 1786, Карнавоншир, Уельс — 2 березня 1854, Редінг, Беркшир, Велика Британія) — британський держслужбовець, який служив ревізором Вікторії, герцогині Кентської, та її дочки, принцеси і згодом королеви Вікторії. Знаний за впровадження гнітючої Кенсінгтонської системи виховання принцеси та майбутньої королеви Вікторії. За чутками, що не підтверджуються генетичними дослідженнями, Конрою приписують те, що нібито він був батьком королеви.
Конрой народився в Уельсі в англо-ірландській сім'ї. 1817 року, після здобуття кількох армійських звань, став шталмейстером принца Едварда, герцога Кентського і Стратернського. Герцог помер за два роки, залишивши вдову та дочку-немовля. Обіймаючи посаду ревізора двору герцогині Кентської протягом наступних дев'ятнадцяти років, Конрой, серед іншого, виконував ролі її довіреної особи та політичного агента. 
Конрой психологічно знущався з принцеси Вікторії, через що та зненавиділа його. Він планував, що після вступу її на престол герцогиня Кентська стане регенткою, а сам він — її радником, а отже, сконцентрує у своїх руках майже всю повноту королівської влади. Проте в 1837 році, коли Вікторія посіла престол, вона вигнала Конроя зі свого двору. Він отримав державну пенсію, титул баронета й оселився у своєму будинку в графстві Беркшир, де помер у 1854 році.

## Ранні роки
Джон Конрой народився 21 жовтня 1786 року в Кайруні в графстві Карнавоншир, Уельс. Він був одним із шести дітей Джона Понсонбі Конроя та Маргарет Вілсон, які народилися в Ірландії. Його батько був баристером. Початкову освіту Конрой здобув приватно в Дубліні. 8 вересня 1803 року Конрой був призваний до Королівського полку артилерії у званні другого лейтенанта, а 12 вересня отримав звання першого лейтенанта. 1805 року вступив до Королівської військової академії у Вулвічі. Перший військовий досвід отримав під час наполеонівських війн, хоча його постійні намагання уникати бою викликали осуд в офіцерів. Не брав участі у Піренейській війні та битві під Ватерлоо.
Подальші підвищення в армійських званнях відбулися завдяки шлюбу Конроя з Елізабет Фішер 26 грудня 1808 року в Дубліні, хоча не до настільки високих звань, яких він, на його ж думку, заслуговував. Елізабет була дочкою полковника (згодом генерал-майора) Бенджаміна Фішера, в підрозділах якого в Ірландії та Англії служив Конрой, водночас виконуючи деякі адміністративні обов'язки. Конрой отримав звання другого капітана 13 березня 1811, призначений ад'ютантом Корпусу водіїв Королівського полку артилерії 11 березня 1817.
Джон та Елізабет мали шістьох дітей:
- сер Едвард Конрой, 2-й баронет (6 грудня 1809 — 3 листопада 1869), одружився із леді Аліс Персонс, дочкою Лоренса Персонса, 2-го графа Росс[en][9], батько аналітичного хіміка Джона Конроя;
- Елізабет Джейн Конрой (1811—1855)[10];
- Артур Бенджамін Конрой (1813—1817)[10];
- Стівен Роулі Конрой (15 серпня 1815—1841), служив у Колдстрімській гвардії[en][9][10];
- Генрі Джордж Конрой (4 червня 1817 — 5 жовтня 1890)[11], служив у Гренадерській гвардії, ад'ютантом командира сил в Ірландії[9];
- Вікторія Марія Луїза Конрой[en] (12 серпня 1819 — 9 лютого 1866), одружилася із сером Віндемом Едвардом Генмером, 4-м баронетом[10].

## Служба у герцога і герцогині Кентських

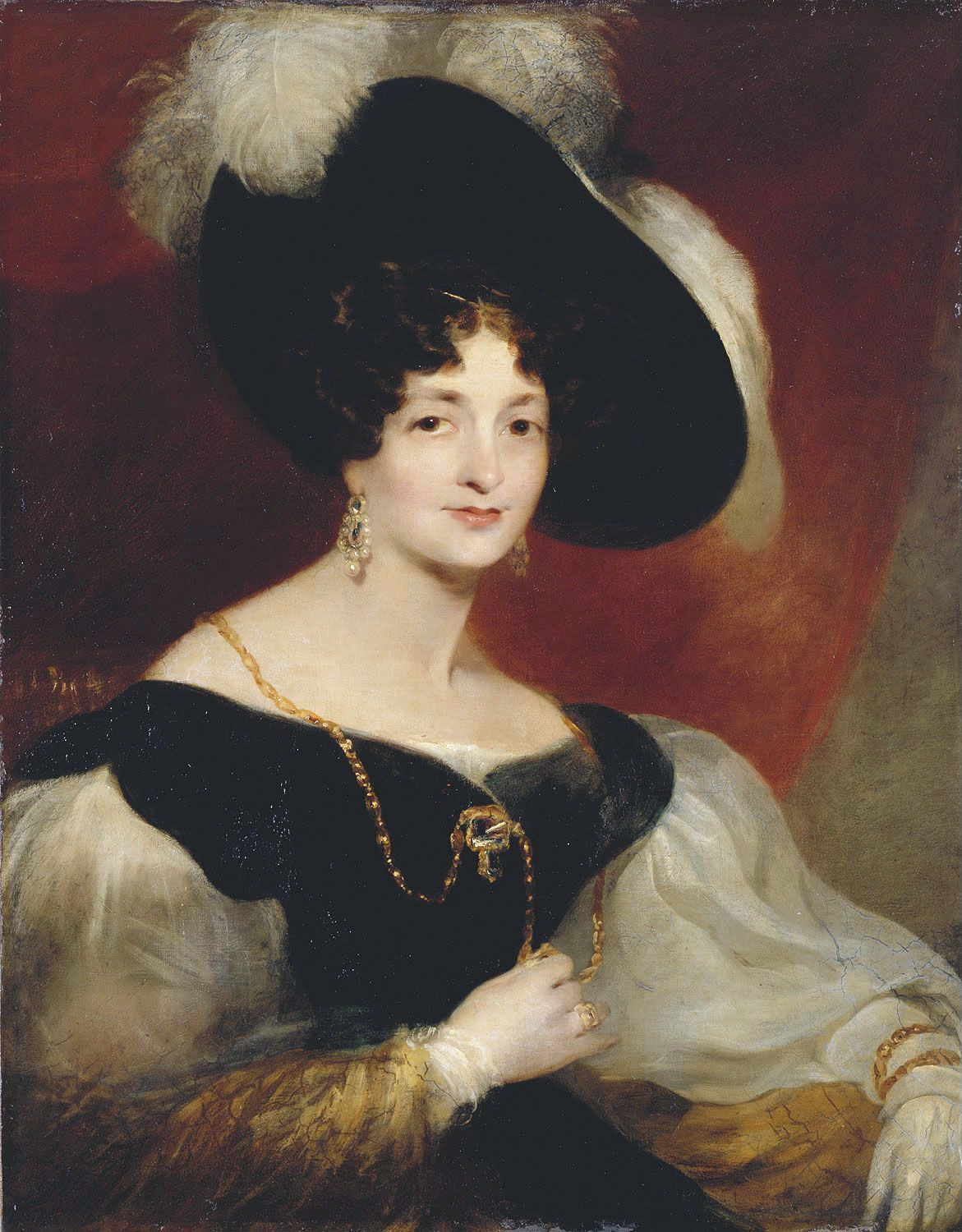
Взаємини Конроя із герцогинею Кентською були предметом пліток, нібито вони були коханцями

Завдяки зв'язкам дядька своєї дружини, Джона Фішера, єпископа Солсберійського, Конрой привернув до себе увагу Едуарда Августа, герцога Кентського і Стратернського, четвертого сина короля Георга III. Конроя призначили шталмейстером у 1817 році, незадовго після шлюбу герцога із принцесою Вікторією Саксен-Кобург-Заафельдською. Бувши ефективним організатором, Конрой забезпечив учасне повернення герцога та герцогині до Англії незадовго до народження їхньої першої дитини. Цією дитиною була принцеса Александріна Вікторія Кентська, згодом королева Вікторія.
Хоча герцог Кентський обіцяв Конрою підвищення в ієрархії військових звань, він залишався капітаном на момент смерті герцога в 1820 році. Конрой був призначений виконавцем заповіту герцога, хоча йому не вдалося переконати принца призначити його водночас опікуном принцеси Александріни. Усвідомлюючи, що йому потрібно знайти нове джерело доходів, він запропонував свої послуги ревізора герцогині та принцесі. 1822 року він звільнився з військової служби та надалі отримував половинне жалування.

### Кенсінгтонська система
Конрой та герцогиня трималися близько одне одного, оскільки обоє перебували в оточенні, яке ставилося до них однаково неприйнятно, зокрема, герцогиня Вікторія не мала підтримки в королівській родині. Конрой служив ревізором та особистим секретарем герцогині протягом наступних 19 років, водночас виконуючи ролі радника, довіреної особи та політичного агента. У цей час разом із герцогинею Вікторією Конрой створив Кенсінгтонську систему — систему заходів із виховання принцеси Александріни Вікторії.
Складна і гнітюча система передбачала встановлення контролю над усіма сферами життя принцеси, щоб зробити її слабкою, безвольною і повністю залежною від матері та Конроя. Планувалося, що коли принцеса зійде на престол (як вони очікували, в юному віці), герцогиню призначать її регенткою, а Конрой залишатиметься її особистим секретарем та отримає перський титул, і таким чином влада у Великій Британії мала бути сконцентрована в його руках.
Розуміючи причини непопулярності короля Георга IV, Конрой намагався створити у суспільстві чистий, скромний, благопристойний образ герцогині Вікторії, водночас дедалі більше відчужуючи її від решти королівської родини, особливо від герцога Камберлендського.
Принцеса Александріна Вікторія зненавиділа Джона Конроя, який знущався з неї та висміював її економні звички. Деякі історики припускають, що така зарозуміле поводження Конроя із принцесою пов'язане з його особистим переконанням у тому, що його дружина Елізаберт Фішер була позашлюбною донькою покійного герцога Кентського. Хоча згодом було доведено, що ці чутки неправдиві, амбіції Конроя могли походити від його почуття зв'язку з аристократією. Також на його зарозумілість могли вплинути особисті переконання, що його рід походить від стародавніх монархів Ірландії. Попри амбіції, Конрой походив із середнього класу і визнавав, що його роль та вплив у країні дедалі зростають.
Конрой фактично заборонив Вікторії бачитися із будь-ким, окрім герцогині, нього та його родичів. Таким чином, принцеса не змогла зблизитися зі своєю родиною по батьковій лінії. Тому серед однолітків, з якими могла спілкуватись принцеса, були діти Конроя, зокрема його дочка Вікторія, яка була на кілька місяців молодшою за принцесу. Ймовірно, Вікторія не зблизилась ні з ким із дітей Конроя, оскільки в її щоденниках нема позитивних відгуків про них.
Молода Вікторія була близькою зі своєю гувернанткою Луїзою Лецен, яка намагалася захистити її від дій Конроя. Коли принцеса стала старшою, герцогиня і Конрой намагалися позбутися Лецен або обмежити її вплив на Вікторію. Проте такі спроби були невдалими, і Вікторія ще більше зблизилася із Лецен, про що свідчать записи в її щоденнику.
На початку проживання в Кенсінгтонському палаці Конрой зблизився із принцесою Софією — літньою сестрою короля Георга IV. Історик Крістофер Гібберт описував принцесу як «вразливу та психічно нестабільну жінку», і тому Конрой легко зміг переконати її довірити йому свої фінанси. Конрой погодився познайомити принцесу Вікторію із принцесою Софією, проте в обмін на це Вікторія мала повідомляти Конрою про те, що відбувалося в Кенсінгтонському та Сент-Джеймському палацах за його відсутності.

### Вікторія як престолонаступниця

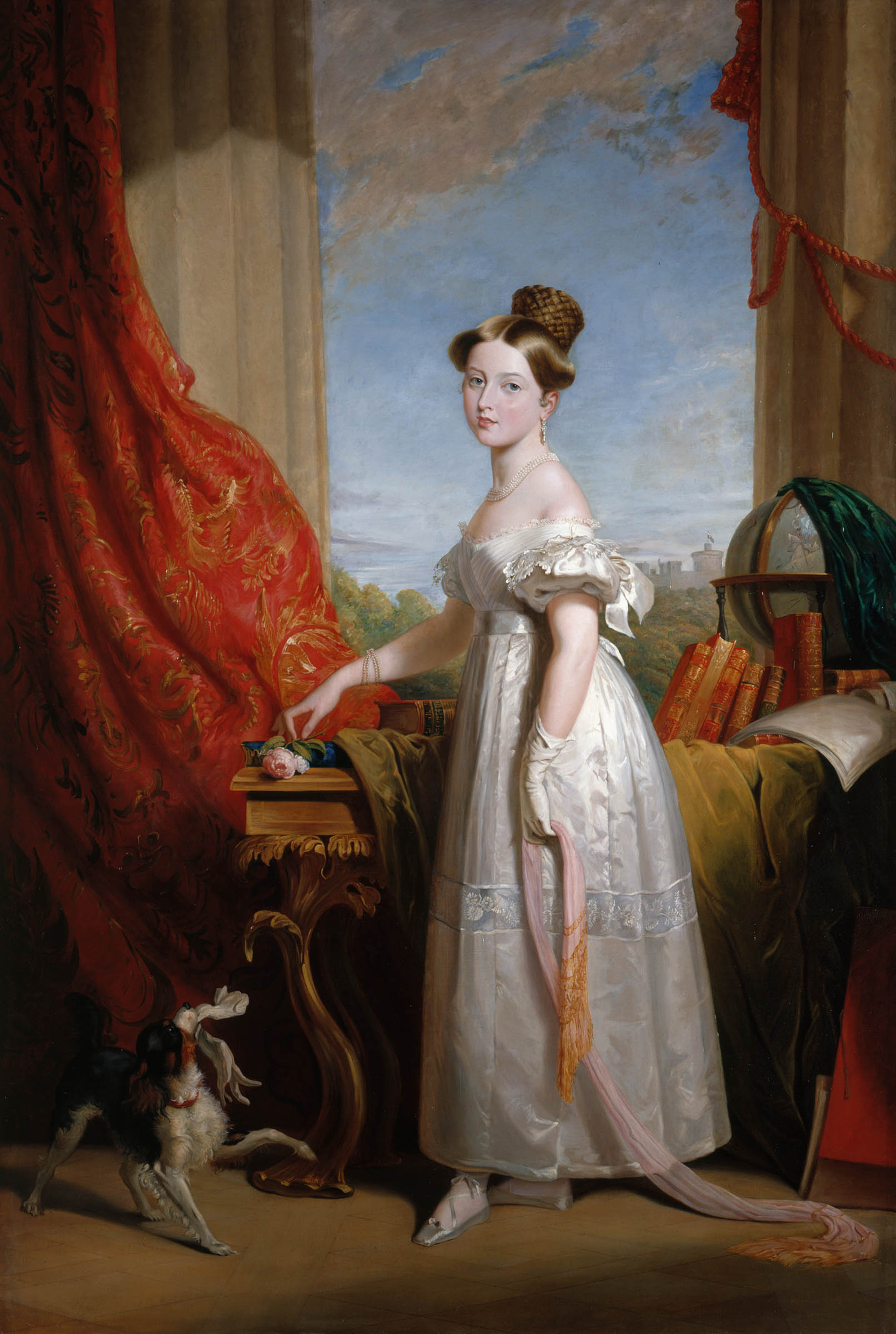
Принцеса Александріна Вікторія та її собака Деш. Картина 1833 року

У 1827 році помер Фредерік, герцог Йоркський та Олбані, і наступником престолу став Вільгельм, герцог Кларенський, а принцеса Александріна Вікторія — другою в лінії престолонаступництва. Конрой вважав, що в оточенні принцеси не мають бути простолюдини, і вмовляв короля Георга IV зробити його Лицарем Королівського гвельфського ордену та лицарем-бакалавром. Герцогиня Вікторія та Конрой і далі були непопулярними в королівській родині, і 1829 року герцог Камберлендський поширив чутку, що вони були коханцями, щоб дискредитувати їх. Герцог Кларенський називав Конроя «королем Джоном». Герцогиня Кларенська написала герцогині Кентській, радячи їй не ізолювати себе занадто від королівської родини та не давати Конрою такого значного впливу.
Герцог Кларенський став королем Вільгельмом IV у 1830 році, і з цього моменту Конрой став відчувати себе більш упевнено; його контроль над домом Кентських став цілковитим. Герцогиня не дозволила дочці бути на коронації Вільгельма IV, оскільки той хотів, щоб Вікторія на коронації йшла за братами короля, що герцогиня сприйняла як навмисну образу; герцог Веллінгтон приписав це рішення герцогині Конрою. На той час Вікторія усвідомила, що вона успадкує престол. Нові король і королева хотіли взяти принцесу Вікторію під опіку, проте Конрой заперечив їм, ствердивши, що принцеса не може бути втягнута в моральну атмосферу, яка існує при дворі. Він продовжив створювати образ герцогині Вікторії як людини із чеснотами, як хорошого регента і підтвердив позицію, що матір не може бути розділена із дочкою.
Оскільки король Вільгельм недолюблював герцогиню та Конроя, він сподівався померти тоді, коли Вікторія вже досягне повноліття, щоб бути впевненим, що герцогиня та Конрой не ставить регентами королеви. 1831 року, в рік коронації Вільгельма IV, герцогиня та Конрой провезли принцесу Вікторію країною, щоб представити її людям і зарекомендувати себе як можливих майбутніх регентів. Під час однієї з поїздок Конрою дали почесне звання доктора цивільного права в Оксфордському університеті. Їхні зусилля були успішними, і в листопаді 1831 року вони оголосили, що герцогиня Кентська стане одноосібною регенткою у разі, якщо Вікторія стане королевою в юному віці, тоді як Конроя планували призначити радником герцогині та її дочки.
Розуміючи, що з роками ймовірність встановлення регентства над юною Вікторією стає все меншою, Конрой та герцогиня почали створювати образ принцеси як «недоумкуватої, легковажної та дурної» дівчини, яка потребує опіки та допомоги. Дедалі більше знущаючись з принцеси, вони натякнули, що регентство буде встановлено над Вікторією навіть після досягнення нею повноліття. Їй забороняли зустрічатися із Лецен, її мали постійно супроводжувати або леді Флора Гастінгс, або сестра Конроя.
1835 року Вікторія важко захворіла на черевний тиф. Герцогиня та Конрой, користуючись станом принцеси, намагалися змусити її підписати документ, який призначав би Конроя її особистим секретарем після вступу на трон. Вікторія повелася більш рішуче і відмовилася підписувати документ. Такі дії насторожили герцогиню, і вона звернулася до сімейного радника барона Стокмара, щоб той провів розслідування. Він порадив герцогині, що їй варто усунутися від Конроя і помиритися із дочкою. Проте Конрой умовив герцогиню знехтувати порадою Стокмара. Навіть після того, як 24 травня 1837 року Вікторії виповнилося 18 років, Конрой продовжував тиснути на неї і вимагати призначення його особистим секретарем та регентом до свого 21-річчя.

## Королева Вікторія

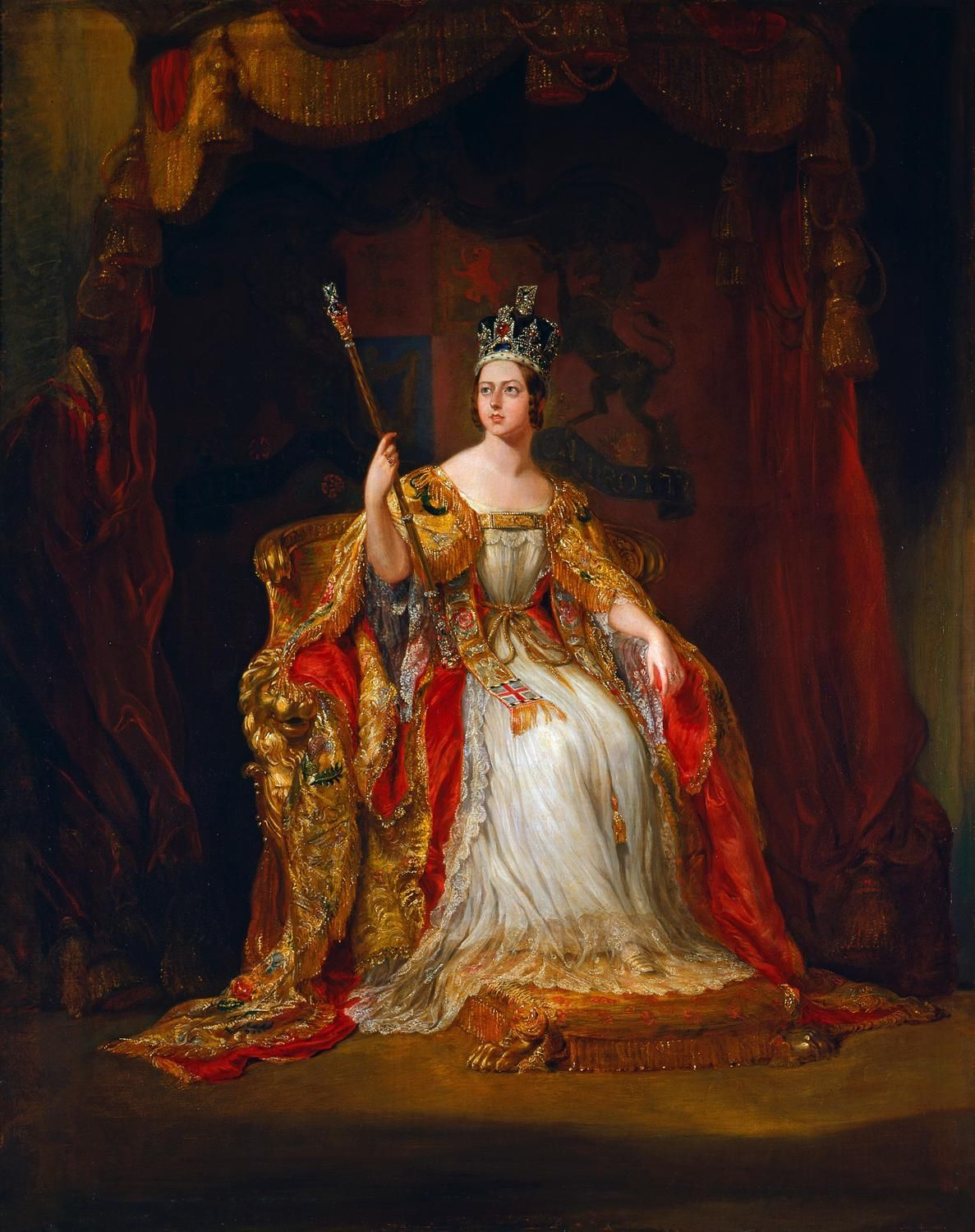
Коронаційний портрет королеви Вікторії, 1838

Король Вільгельм IV помер за кілька тижнів після того, як Вікторії виповнилося вісімнадцять і вона вступила на престол Великої Британії. У перший день свого правління Вікторія багато дискутувала із бароном Стокмаром про Конроя. Водночас Конрой склав список вимог, який передав Стокмару, щоб той передав його прем'єр-міністрові лордові Мельбурну. Конрой вимагав пенсію в розмірі 3000 фунтів стерлінгів на рік, надання йому Ордена Лазні, титулу пера і місця в Таємній раді Англії. Вікторія доручила переговори лордові Мельбурну, який погодився на більшість умов Конроя, імовірно, щоб не спричинити скандал. За порадою лорда Конрой отримав титул баронета і пенсію в розмірі 3000 фунтів стерлінгів. Це не повністю задовольнило бажання Конроя, який впродовж наступних років писав петиції до королеви Вікторії із проханнями надати йому ірландське перство. Кожна із цих петицій була відхилена, оскільки титул пера дозволяв би Конрою постійно перебувати при дворі.
Одним із перших кроків королеви Вікторії на престолі було вигнання Конроя із двору, однак вона не могла зробити це ж зі своєю матір'ю. Її королева переселила у віддалені кімнати Букінгемського палацу, таким чином майже повністю розірвавши свої контакти із нею. Герцогиня даремно наполягала на тому, аби королева, її дочка, залишила родину Конроя при дворі, але Вікторія їй відповіла: «Я думала, що ви не очікуєте, що я запрошу сера Джона Конроя після того, як він поводився зі мною кілька років тому». 1839 року герцог Веллінгтон переконав Конроя вивезти сім'ю на континент. Газета «The Times» повідомила, що сер Конрой більше не мав офіційних обов'язків, хоча автори повідомлення не були впевнені, чи пішов він у відставку, чи був звільнений. Тоді ж у леді Флори Гастінгс збільшився живіт, що спричинило плітки про те, що вона вагітна від Конроя; незабаром вона померла, і з'ясувалося, що збільшення її живота пов'язано із тим, що вона хворіла на рак печінки. Цей скандал вдарив по репутації королеви Вікторії.

## Останні роки

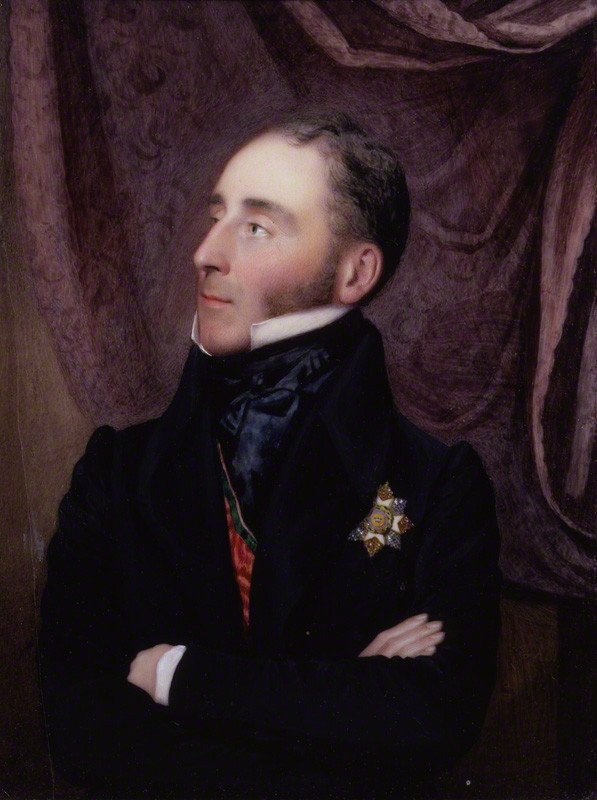
Робота Альфред Тайді, 1836

1842 року Конрой оселився у своєму сімейному будинку Арборфілд-голл в містечку Редінг, Беркшир. Там він займався фермерством й отримував винагороди за розведення свиней. 1849 року він заснував Міліцейський полк Монтгомері. Хоча він отримував державну пенсію, володів нерухомістю та свинцевими шахтами в Уельсі, у нього була значна сума боргів.
Сер Джон Конрой помер 2 березня 1854 року. Його титул баронета успадкував старший син Едвард.
Після смерті Конроя герцогиня Кентська погодилася відкрити свої фінансові рахунки, в яких було виявлено відсутність значних коштів. Вона була шокована, дізнавшись, що Конрой увів її в оману, водночас псуючи її стосунки із дочкою задля власної вигоди. Після цього стосунки між герцогинею та королевою покращилися.

## Нагороди
- Королівський гвельфський орден (Ганноверське королівство, 1827)[71];
- Великий хрест Ордена Вежі й Меча (Португалія)[72];
- Великий хрест Авіського ордена (Португалія)[72];
- Великий хрест Ордена дому Саксен-Ернестіне[73][74].

## Історіографія
Після того, як Конрой покинув двір королеви Вікторії в 1837 році, в народі була популярною пісня з такими словами:
|  | Конрой не йде до двору — причина проста: Король Джон зробив своє і закінчив правління. |

Після смерті Конроя в 1854 році газета «The Times» опублікувала некролог про нього. У статті коротко підсумовано його життєпис, а його особистість висвітлено позитивно.

### Коханець герцогині Кентської
Стосунки Конроя із герцогинею Кентською були причиною спекуляцій як до, так і після його смерті. На запитання біографа Чарлза Гренвілла герцог Веллінгтон відповів, що «припускав таке». Пізніше герцог розповідав історію, що коли Вікторія була молодою, вона випадково застала матір із Конроєм за тим, що він дипломатично назвав «деякою фамільярністю». Веллінгтон повідомив, що Вікторія розповіла про все баронесі Луїзі Лецен, яка, своєю чергою, розповіла мадам де Шпет, що виступала проти герцогині через її поведінку. Як повідомляє Веллінгтон, герцогиня Кентська була розлючена і негайно звільнила де Шпет. Коли Вікторія стала королевою, вона заперечувала цю історію, стверджуючи, що через своє благочестя її матір не могла б дозволити собі таку фамільярність із Конроєм.

### Чутки про те, що Конрой був батьком королеви Вікторії
Як за життя, так і після смерті королеви Вікторії в 1901 році існували чутки про те, що її справжнім біологічним батьком був Джон Конрой, а не Едуард Август, герцог Кентський. Письменник Ендрю Норман Вілсон припускав, що батьком королеви Вікторії міг бути не герцог Кентський із двох причин:
- у нащадків королеви Вікторії було виявлено гемофілію, хоча до цього хвороби не було у королівській родині;
- зникнення порфірії у нащадків королеви, хоча, за словами Вілсона, до неї хвороба була поширена у королівській родині[81].

Обидва аргументи заперечуються дослідниками. Оскільки гемофілія зчеплена з X-хромосомою, щоб батько міг передати дітям цю хворобу, він сам мав хворіти на неї, хоча Конрой був здоровим. Хворі на гемофілію мали незначні шанси на виживання на початку XIX століття через рівень медицини, наявний тоді. Немає жодних доказів того, що предки чи нащадки Конроя або ж герцога Кентського хворіли на гемофілію. Ймовірно, поява хвороби пов'язана із мутацією, яка виникла внаслідок того, що на момент зачаття Вікторії її батькові було 50, оскільки такі мутації часто виникають у дітей, зачатих літніми батьками, а спонтанні мутації становлять близько 30 % випадків.
Немає жодних генетичних доказів того, що хтось із королівської родини хворів на порфірію, а діагностування цього захворювання у Георга III ставиться під сумнів. Якщо порфірія справді була діагностована, то, ймовірно, вона і далі передавалася нащадкам Вікторії. Вважається, що щонайменше двоє її нащадків, принцеса Шарлотта Прусська та принц Вільям Глостерський, хворіли на порфірію.
Точно підтвердити батьківство королеви Вікторії можна за допомогою аналізу ДНК, проте жодні такі дослідження не були санкціоновані британською королівською родиною.